# FamilySearch
FamilySearch (в минулому Генеалогічне товариство штату Юта) — некомерційна генеалогічна та сімейно-історична організація, основним спонсором якої є Церква Ісуса Христа Святих останніх днів. Familysearch має колекцію записів, ресурсів і послуг, покликаних допомогти людям більше дізнатися про історію своєї родини. На сайті є доступ до величезних генеалогічних ресурсів, скопійованих з архівів та бібліотек усього світу, в тому числі й з України. Крім того, на сайті пропонується персональна допомога в більш ніж 5000 генеалогічних центрах у 140 країнах світу, які є філіями головного офісу організації — Бібліотеки сімейної історії в Солт-Лейк-Сіті, штат Юта.
У розділі пошуку можна знайти запис про свого предка. Створення генеалогічного дерева на сайті вимагає створення зареєстрованого акаунту. Це дозволяє користувачам приєднатися до одного загального, всесвітнього родоводу (який в лютому 2019 року вже мав більше 1,2 мільярда імен).
Також цей ресурс використовується мормонами для подачі імен своїх предків для виконання обрядів за померлих у храмах Церкви.

## Історія
Генеалогічне товариство штату Юта (ГТЮ) було засноване у 1894 році задля допомоги членам Церкви знаходити своїх предків та створювати сімейні дерева. У 1924 році Товариство розпочало підтримку декількох місцевих мов. У 1938 році розпочато мікрофільмування паперових документів різних церковних та урядових архівів. У 1964 році було відкрито перший центр сімейної історії у США, і на кінець 2020 року таких центрів стало більш ніж 5000 по всьому світу (30 з них — в Україні). Коли у 1966 році було завершено будівництво так званого Сховища в Гранітній горі, колекція мікрофільмів була перенесена туди для довгострокового збереження. 
У 1998 році Генеалогічне товариство приступило до оцифрування наявних мікрофільмів і у серпні 1998 року лідерами мормонів було прийнято рішення створити генеалогічний сайт FamilySearch. У травні 1999 року сайт вперше відкрито для публіки. Він майже відразу вийшов з ладу від перевантаження через надзвичайну популярність. Вже у жовтні 1999 року він перевищив 1,5 млрд переглядів. Пізніше, в листопаді 1999 року було додано 240 мільйонів імен, а загальна кількість записів склала 640 мільйонів. На початок 2021 року вебсайт FamilySearch.org залишається самим популярним генеалогічним та сімейно-історичним ресурсом у світі з 400 тисячами відвідувачів щодня з колекцією у майже 5 мільярдів цифрових зображень історичних документів.
У 2008 році Ватикан опублікував заяву, назвавши практику, відому як хрещення заради померлих, помилковою і направив до своїх єпархій вказівку захистити парафіяльні генеалогічні записи від сканування мормонами. Але зараз, посилаючись на загальну користь збереження історичної спадщини та важливість генеалогії та сімейної історії для сімей та молоді, церковні парафіяльні архіви активно співпрацюють з організацією FamilySearch в Італії та за її межами.
В лютому 2014 року сайт оголосив про партнерство з сайтами Ancestry.com, MyHeritage, Findmypast, Geneanet, foursquare та іншими, яке включає обмін величезною кількістю баз даних між цими компаніями.

## Особливості
На сайті FamilySearch.org є безкоштовний доступ до цифрових зображень генеалогічних документів з більш ніж 110 країн. Все це було відскановано з мільйонів рулонів мікрофільмів сховища Гранітної гори. Familysearch також пропонує допомогу у вивченні сімейної історії за посередництвом Вікі, Форумів, оцифрованих книг і безкоштовних генеалогічних навчальних курсів.

## Оцифрування та індексація мікрофільмів
У 2002 році на сайті було опубліковано першу оцифровану і проіндексовану колекцію — Перепис населення США 1880 року. А починаючи зі створення організацією програми Індексація FamilySearch у 2006 році, волонтери з числа членів Церкви, а потім і постійно зростаюча спільнота генеалогів, істориків, бібліотекарів, архівістів та тих, хто цікавиться власною сімейною історією, створили доступні для комп'ютерного пошуку індекси імен. На 2013 рік кількість проіндексованих записів перевищила 1 мільярд імен.
Для забезпечення більшої точності, кожний цифровий знімок індексується двома окремими індексаторами, але якщо результати цих індексаторів не збіглися між собою, запис буде відправлено до арбітра на перевірку та зіставлення. Для надання допомоги з індексації та участі в проєктах, не потрібно належати до мормонів. На сайті Familysearch є багато локальних проєктів індексування по всьому світу.

## Оцифрування фондів українських архівів
З 1993 по 2011 роки мормони проводили роботу зі сканування фондів українських архівів на мікрофільми FamilySearch. Але в 2011 році контракт було розірвано через позицію Державної архівної служби. Станом на 2018 рік всі українські мікрофільми були відскановані на сучасному обладнанні Гранітної гори в штаті Юта та опубліковані на сайті FamilySearch. Всі ці документи (загальна кількість складає майже 20,5 мільйонів знімків) доступні безкоштовно на сайті організації. 
2 червня 2020 року Голова Укрдержархіву Анатолій Хромов підписав Меморандум про співробітництво між Державною архівною службою України та корпорацією FamilySearch International (США), метою якого є оцифрування документів Національного архівного фонду України генеалогічного характеру та створення фонду користування на такі документи. Станом на початок листопада 2021 року угоди про співробітництво з корпорацією укладено державними архівами Київської, Кіровоградської, Луганської, Миколаївської, Полтавської, Чернівецької, Чернігівської областей. 19 листопада 2021 угоди про відновлення співробітництва з FamilySearch International підписали також обидва Центральних історичних архіви України в м. Львові та м. Києві.

## Дивитись також
- Бібліотека Сімейної Історії
- Гранітна гора